# Pellworm
Pellworm (in frisone settentrionale: Pälweerm, in danese Pelvorm; 37,44 km²; 1 200 abitanti circa) è un'isola tedesca sul Mare del Nord che appartiene all'arcipelago delle Frisone Settentrionali (ted. Nordfriesische Inseln) e al land Schleswig-Holstein (Germania nord-occidentale).

Dal punto di vista amministrativo, l'isola è un comune tedesco del circondario (Landkreis) della Frisia Settentrionale (targa: NF), comune che amministra anche i dirimpettai isolotti (Halligen) di Süderoog e Südfall.
L'isola fa parte del Nationalpark Schleswig-Holsteinisches Wattenmeer (il parco nazionale del Wattenmeer dello Schleswig-Holstein) ed è collegata da traghetti provenienti dalla località di Strucklahnungshörn, sull'isola di Nordstrand (quest'ultima collegata alla terraferma da un ponte), traghetti che raggiungono in circa ¾ d'ora: il porto di Tammensiel.
È la terza isola per grandezza delle Frisone Settentrionali dopo Sylt e Föhr.

Tra le località dell'isola, vi sono: Tammensiel (porto), Ostersiel, Norderkoog, Westermühle, Bupheverkoog, ecc.

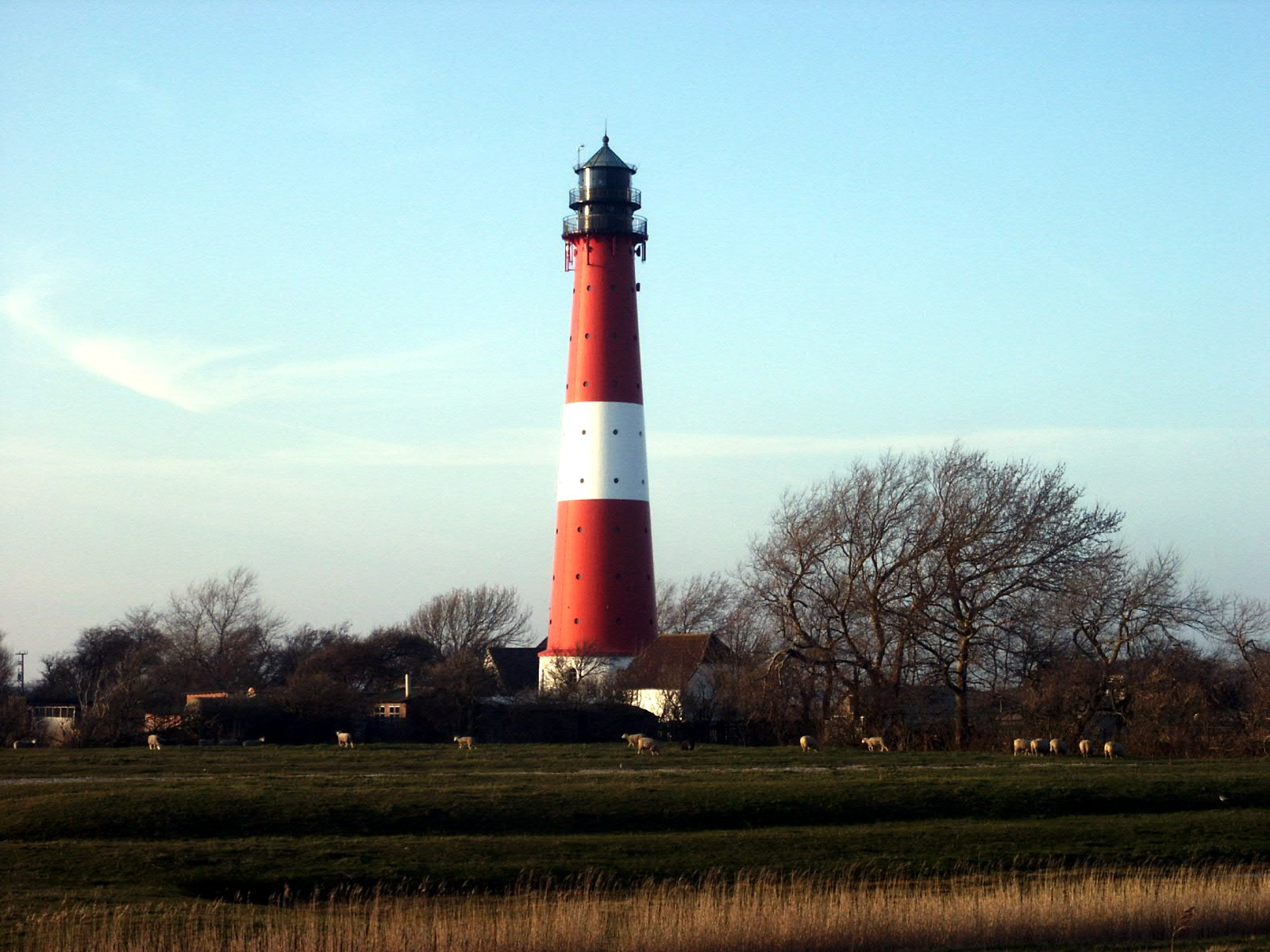
Pellworm: il faro del 1907

## Geografia fisica

### Collocazione
Pellworm si trova al largo della costa centro-occidentale dello Schleswig-Holstein, ad ovest dell'isola di Nordstrand e a sud-est dell'isola di Hooge.
Rispettivamente a sud-ovest e sud-est, si trovano invece gli isolotti di Süderoog e Südfall.

## Economia

### Da vedere
Sono da vedere, tra l'altro:

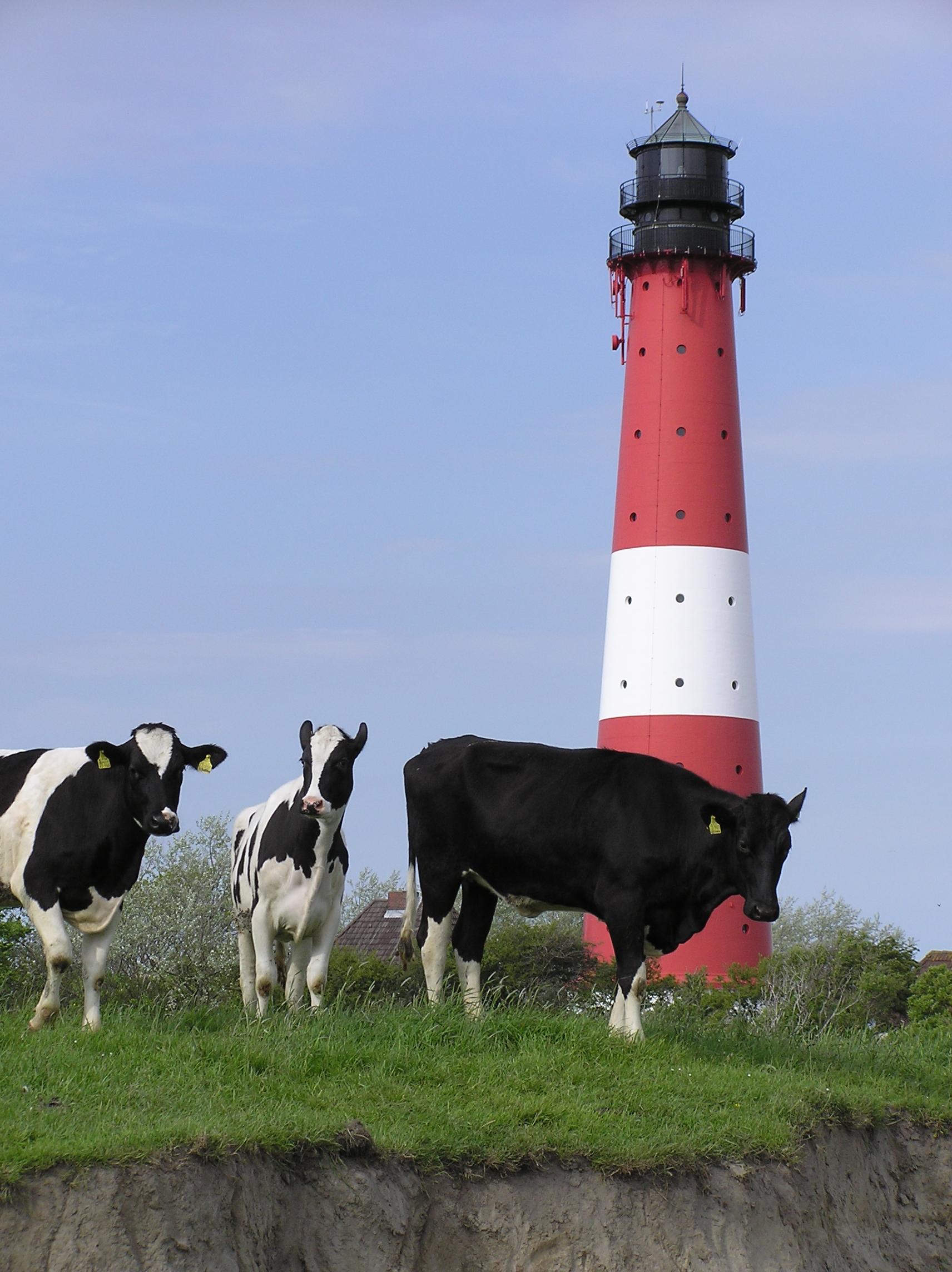
Pellworm: altra immagine del faro

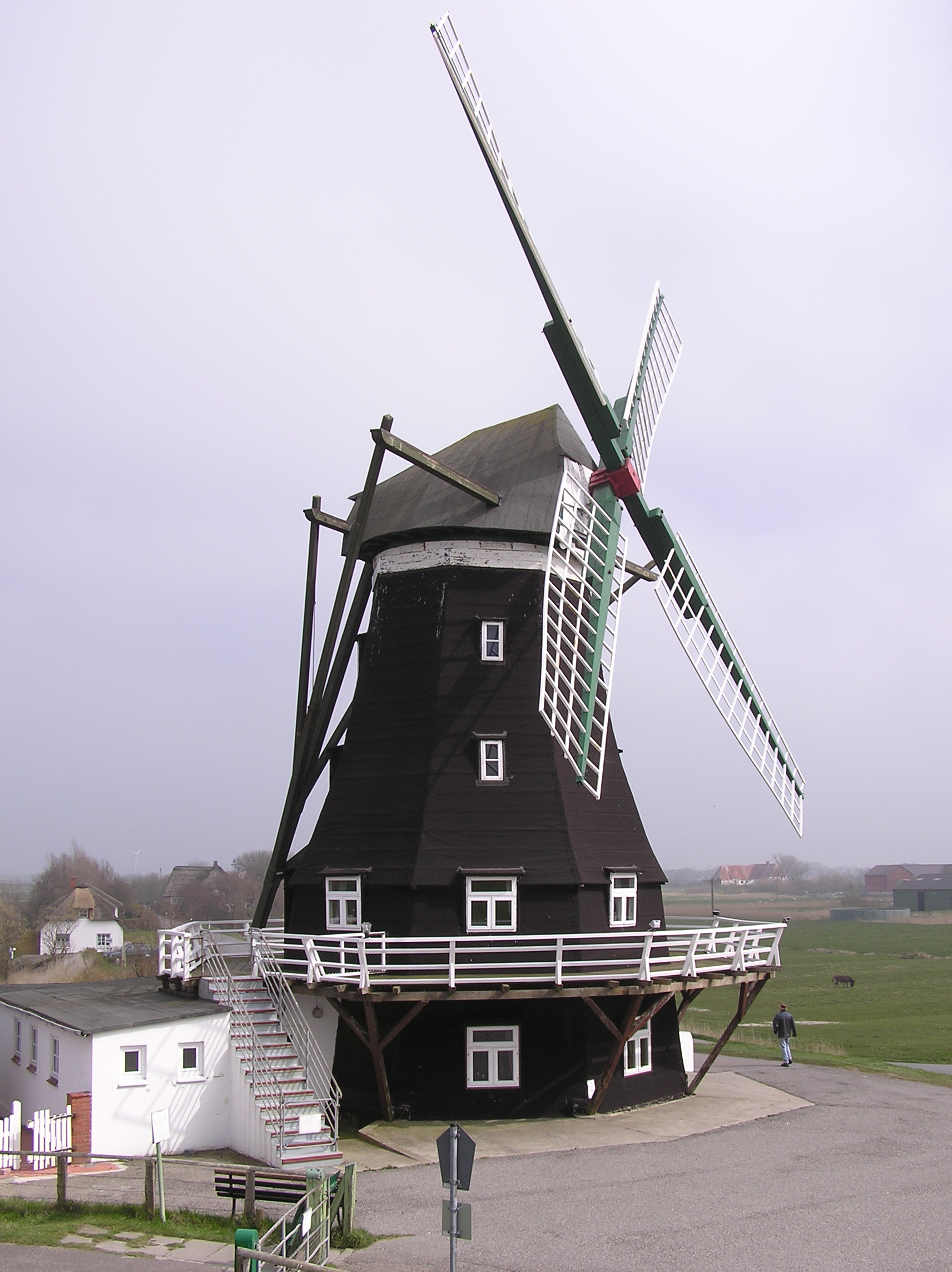
Norderkoog (Pellworm): il Nordermühle (1778)

- la Chiesa di San Salvatore (Salvatorkirche, XI secolo), una delle chiese più antiche della Frisia Settentrionale, con l'organo monumentale costruito nel 1711 da Arp Schnitger
- il faro del 1907, alto 37 – 38 m circa
- il Nordermühle, mulino a vento del 1778 (nella frazione di Norderkoog)